# جوران: أميرة الثلج والدم
جوران: أميرة الثلج والدم (باليابانية: 擾乱 THE PRINCESS OF SNOW AND BLOOD،، بالروماجي: Jōran The Princess of Snow and Blood)، مسلسل أنمي تلفزيوني أصلي(أ) ياباني من إنتاج بوشيرود وتنفيذ ستوديو «باكّين ريكورد»، عرض بين أبريل ويونيو 2021.

## القصة
تدور أحداث الأنمي في مجرى تاريخ مختلف في اليابان سنة 1931، حيث لم يتم إلغاء حكم توكوغاوا أبداً، والإمبراطور ميجي لم يعد إلى السلطة، حول «نوي» فرقة سرية حكومية تابعة للشوغن «توكوغاوا يوشينوبو» تقوم بإغتيال من تصدر نحوهم أوامر من الدولة.

## الشخصيات
ساوا يوكيمورا (雪村 咲羽، Yukimura Sawa)
أداء صوتي: سوزوكو ميموري
العمر: 18 عام
سليلة إحدى العوائل ذات الدم النقي لذا لها قوة بدنية وعقلية كبيرة، شخصيتها صارمة مع نفسها ومن حولها، ظاهرياً هي مالكة لمحل كتب، إلا أنها تعمل قاتلة في «فرقة نوي للإعدام» فرقة حكومية سرية تعمل على أغتيال المعارضين.
ماكوتو توكيشيرو (月城 真琴، Tsukishiro Makoto)
أداء صوتي: شوتا آوي
العمر: 23 عام
عازف باندونيون، يعمل سراً في «فرقة نوي للإعدام»، يستخدم الكذب لتحقيق أهدافه.
إيلينا هاناكازي (花風 エレーナ، Hanakaze Erena)
أداء صوتي: رايشيل
العمر: 24 عام
ظاهرياً هي روائية، إلا أنها مومس وتعمل بالسر قاتلة في فرقة نوي، أنانية تعيش لأجل رغباتها فقط.
اساهي ناكامورا (中村 浅陽، Nakamura Asahi)
أداء صوتي: أياسا إتو
العمر: 7 أعوام
فتاة يتيمة تعمل في محل كتب «ساوا» وتؤدي أعمال منزلية، تنظر إلى ساوا نظرة الأخت الكبرى.
جين كوزوهارا (葛原 仁، Kuzuhara Jin)
أداء صوتي: تشيكاهيرو كوباياشي
العمر: 33 عام
قائد فرقة النوي، يقوم بإصدار الأوامر ويشرف على تنفيذها، كما يخلص سراً من الأعضاء الغير نافعين، يعيش لهدف واحد فقط هو خدمة الشوغن «توكوغاوا يوشينوبو».
جانومي (蛇埜目، Janome)
أداء صوتي: شونسكي ساكويا
زعيم مجموعة «كوتشيناوا» المعارضة لحكم الشوغن، يقوم بإجراء تجارب عديمة الرحمة على البشر وحتى على نفسه لإنشاء (كائنات خارقة)، إكتشف أن عشيرة «كاراسوموري» تملك الدم الأزرق النادر الذي يمكنهم من التحوّل، بعد رفضهم التعاون معه قام بقتلهم وأخذ دمائهم ليعمل على إنشاء وحدات تحوّل إصطناعية.

## الأنمي
أعلن في مؤتمر صحفي لشركة بوشيرود يوم 9 فبراير 2020، عن قيامها بإنتاج أنمي تلفزيوني أصلي من تنفيذ وتحريك ستوديو «باكّين ريكود»، وإخراج «سوسومو كودو»، كتابة النصوص من قبل «ريكا نيزو» و«كونيهيكو أوكادا»، وتصميم الشخصيات من قبل «كانو كومِياما»، ألحان الموسيقى من تنفيذ الملحنة «ميتشيرو».
أغنية مقدمة الأنمي بعنوان «موجود؛Exist» وأغنية النهاية «عناق الضوء؛Embrace of Light» من أداء فرقة رايس أ سويلين [الإنجليزية].
حصلت كرنشيرول على رخصة بث الأنمي باللغة الإنجليزية خارج آسيا، وميديا لينك في بث السلسلة في جنوب وجنوب شرق آسيا، مع شركة أنيبلس [الإنجليزية] آسيا في جنوب شرق آسيا.
بدأ عرض الأنمي على المحطات التلفزيونية في اليابان في 7 أبريل، وانتهى في 23 يونيو 2021 متكونًا من 12 حلقة.

### قائمة الحلقات
| ر. الإجمالي | العنوان                                 | العنوان الياباني                     | المخرج                                  | الكاتب          | روماجي                                                | تاريخ العرض الأصلي [ 7 ] ( ب ) |
| ----------- | --------------------------------------- | ------------------------------------ | --------------------------------------- | --------------- | ----------------------------------------------------- | ------------------------------ |
| 1           | «الملف السري 101: زهرة المذبحة الزرقاء» | 機密事項一〇一 アオキシュラノハナ    | سوسومو كودو                             | ريكا نيزو       | Kimitsu Jikō Ichi Maru Ichi Aoki Shura no Hana        | 7 أبريل 2021                   |
| 2           | «الملف السري 033: الكنز»                | 機密事項〇三三 キンコバン            | كين هاغيوارا                            | كونيهيكو أوكادا | Kimitsu Jikō Maru San San Kinko-ban                   | 14 أبريل 2021                  |
| 3           | «الملف السري 614: العدو بيننا»          | 機密事項六一四シシシンチュウムシ     | سيو هيه-جين                             | ريكا نيزو       | Kimitsu Jikō Roku Ichi Yon Shishi Shinchū Mushi       | 21 أبريل 2021                  |
| 4           | «الملف السري 099: ثعبان»                | 機密事項〇九九クチナワ               | ماساشي ناكامورا                         | كونيهيكو أوكادا | Kimitsu Jikō Zero Kyū Kyū Kuchinawa                   | 28 أبريل 2021                  |
| 5           | «الملف السري 620: حق إلهي»              | 機密事項六二〇カムナガラ             | سيو هيه-جين                             | ريكا نيزو       | Kimitsu Jikō Roku Ni Maru Kamu Nagara                 | 5 مايو 2021                    |
| 6           | «الملف السري 623: بزوغ الفجر»           | 機密事項六二三シノノメ               | كين هاغيوارا                            | كونيهيكو أوكادا | Kimitsu Jikō Roku Ni San Shinonome                    | 12 مايو 2021                   |
| 7           | «الملف السري 637: ربيع سريع الزوال»     | 機密事項六三七タマユラノハル         | ماساشي ناكامورا                         | ريكا نيزو       | Kimitsu Jikō Roku San Nana Tamayura no Haru           | 19 مايو 2021                   |
| 8           | «الملف السري 642: ساعة السَحَر»           | 機密事項六四二オウマガトキ           | تادايوشي ماتسوباياشي                    | ريكا نيزو       | Kimitsu Jikō Roku Yon Ni Ōmagatoki                    | 26 مايو 2021                   |
| 9           | «الملف السري 668: حب أثيري (مطلق)»      | 機密事項六六八スダマノアイ           | كين هاغيوارا                            | كونيهيكو أوكادا | Kimitsu Jikō Roku Roku Hachi Sudama no Ai             | 2 يونيو 2021                   |
| 10          | «الملف السري 089: علامة نجم»            | 機密事項〇八九ダイゾクショウ         | ماساشي ناكامورا                         | ريكا نيزو       | Kimitsu Jikō Maru Hachi Kyū Dai Zokushō               | 9 يونيو 2021                   |
| 11          | «الملف السري 701: ماضي ومستقبل»         | 機密事項七〇一コシカタユクスエ       | سوسومو كودو، تشيغاي أوكادو، سيو هيه-جين | كونيهيكو أوكادا | "Kimitsu Jikō Nana Maru Ichi Koshikata Yukusue        | 16 يونيو 2021                  |
| 12          | «الملف السري 707: أرض الكلمات المقدسة»  | 機密事項七〇七コトダマノサキハフクニ | سوسومو كودو                             | ريكا نيزو       | Kimitsu Jikō Nana Maru Nana Kotodama no Sakihafu Kuni | 23 يونيو 2021                  |

## هامش
- أ: يشير مصطلح «أنمي أصلي» إلى كون الأنمي غير مبني أو مقتبس عن أي عمل آخر.
- ب: يتم عرض الأنمي على منصات البث على الإنترنت قبل إسبوع من عرضه التلفزيوني الفعلي.